# ГЕС Умапалька
ГЕС Умапалька — гідроелектростанція, що споруджується у західній частині Болівії, за вісім десятків кілометрів на південний схід від Ла-Паса. Знаходячись між малою ГЕС Carabuco (6,1 МВт, вище по течії) та перед майбутньою ГЕС Palillada, входитиме до каскаду на річці Miguillas, лівій притоці Río Cañamina, котра в свою чергу є правою притокою Río de la Paz (дренує долину міста Ла-Пас та впадає ліворуч до Бені, лівої твірної Мадейри, яка вже нарешті впадає праворуч до Амазонки).
Подача води до головного дериваційного тунелю станції відбуватиметься з верхнього балансувального резервуару об'ємом 50 тис. м3, котрий повинен забезпечувати роботу з максимальною потужністю не менш ніж чотири години. Резервуар розташовується в долині річки Calachaka Jahuira, лівого витоку Miguillas. Сюди ж подаватиметься ресурс зі сходу та заходу, де протікають відповідно Carabuco (правий витік Miguillas) і Chaka Jahuira (ліва притока Miguillas). Необхідна для цього водозбірна система включатиме:
- тунель довжиною 7,2 км з перетином 7,64 м2 від водозабору на Carabuco. З цього напрямку в середньому подаватиметься 3,52 м3/с, в тому числі більше двох третин надходитиме з ГЕС Carabuco;
- тунель довжиною 2,8 км з перетином 7,64 м2 від водозабору на Chaka Jahuira. З цього напрямку в середньому подаватиметься 4 м3/с, в тому числі 0,7 м3/сек з Chuca Lome — лівої притоки Chaka Jahuira, з'єднаної з останньою водоводом довжиною 0,8 км.
Нарешті, з самої Calachaka Jahuira в середньому відбиратимуть 4 м3/с.
Від балансувального резервуару через гірський масив лівобережжя Calachaka Jahuira (а потім і Miguillas) прямуватиме головний дериваційний тунель довжиною 2,9 км з перетином 13,59 м2, який переходитиме в напірний водовід довжиною 1,8 км з діаметром 1,9 метра. Останній подаватиме ресурс до машинного залу, котрий знаходитиметься біля впадіння Chaka Jahuira в Miguillas.
Основне обладнання станції становитимуть три турбіни типу Пелтон загальною потужністю 79 МВт, які при напорі у 840 метрів забезпечуватимуть виробництво 411 млн кВт-год електроенергії на рік.
Відпрацьована вода потраплятиме у верхній балансувальний резервуар станції Palillada.
Видача продукції здійснюватиметься до підстанції Miguillas, котра забезпечуватиме зв'язок з мережею 230 кВ.
На першому етапі не передбачається створення суттєвих сховищ для накопичення ресурсу — лише на Calachaka Jahuira вище по течії від балансувального резервуару зведуть кам'яно-накидну греблю висотою 29 метрів та довжиною 321 метр, яка утримуватиме резервуар об'ємом 4 млн м3. В майбутньому розраховують доповнити схему ще п'ятьма сховищами, створеними за допомогою гравітаційних гребель на озерах у верхів'ї Chaka Jahuira.
Контракт на спорудження комплексу Miguillas (який включає також наступну ГЕС Palillada) отримала в 2014 році іспанська компанія Corsan Corviam. Втім, на початку 2017-го контракт з нею розірвали через повільний поступ робіт (залишалось виконати ще 88 %). Введення станції в експлуатацію первісно планувалось на 2019 рік.